# Pfarrkirche Bad Tatzmannsdorf

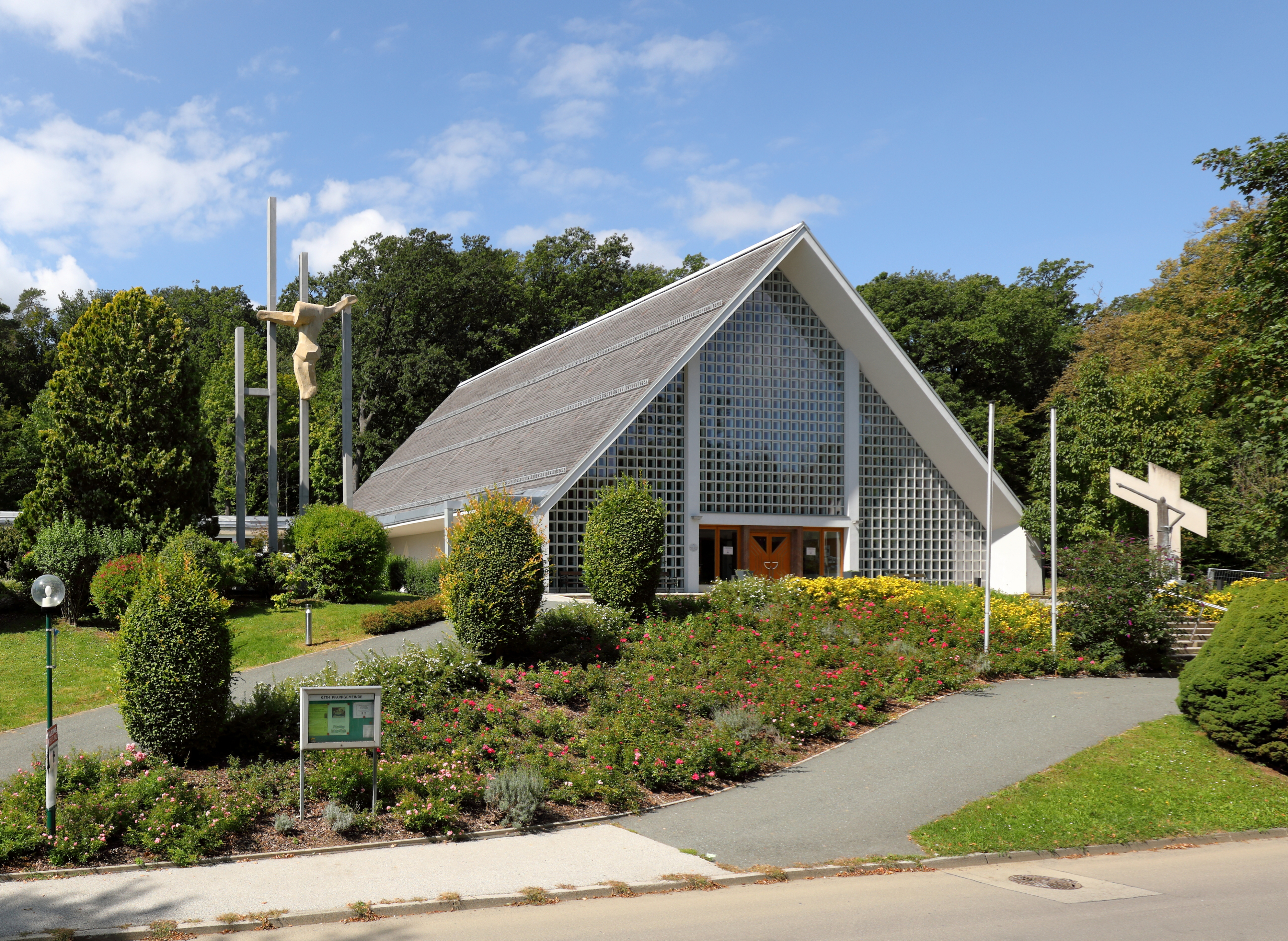
Die Pfarrkirche

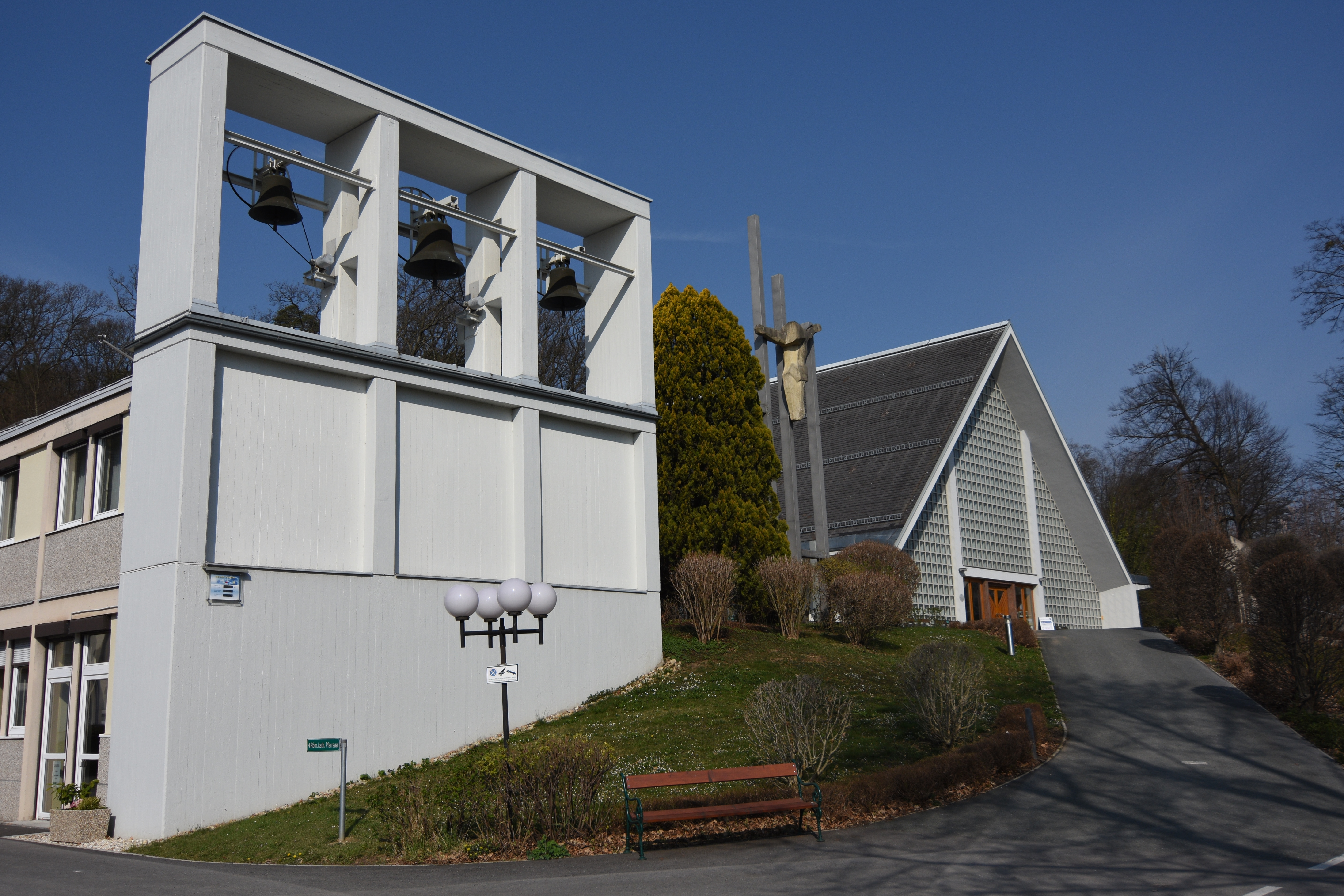
Die Kirchenglocken

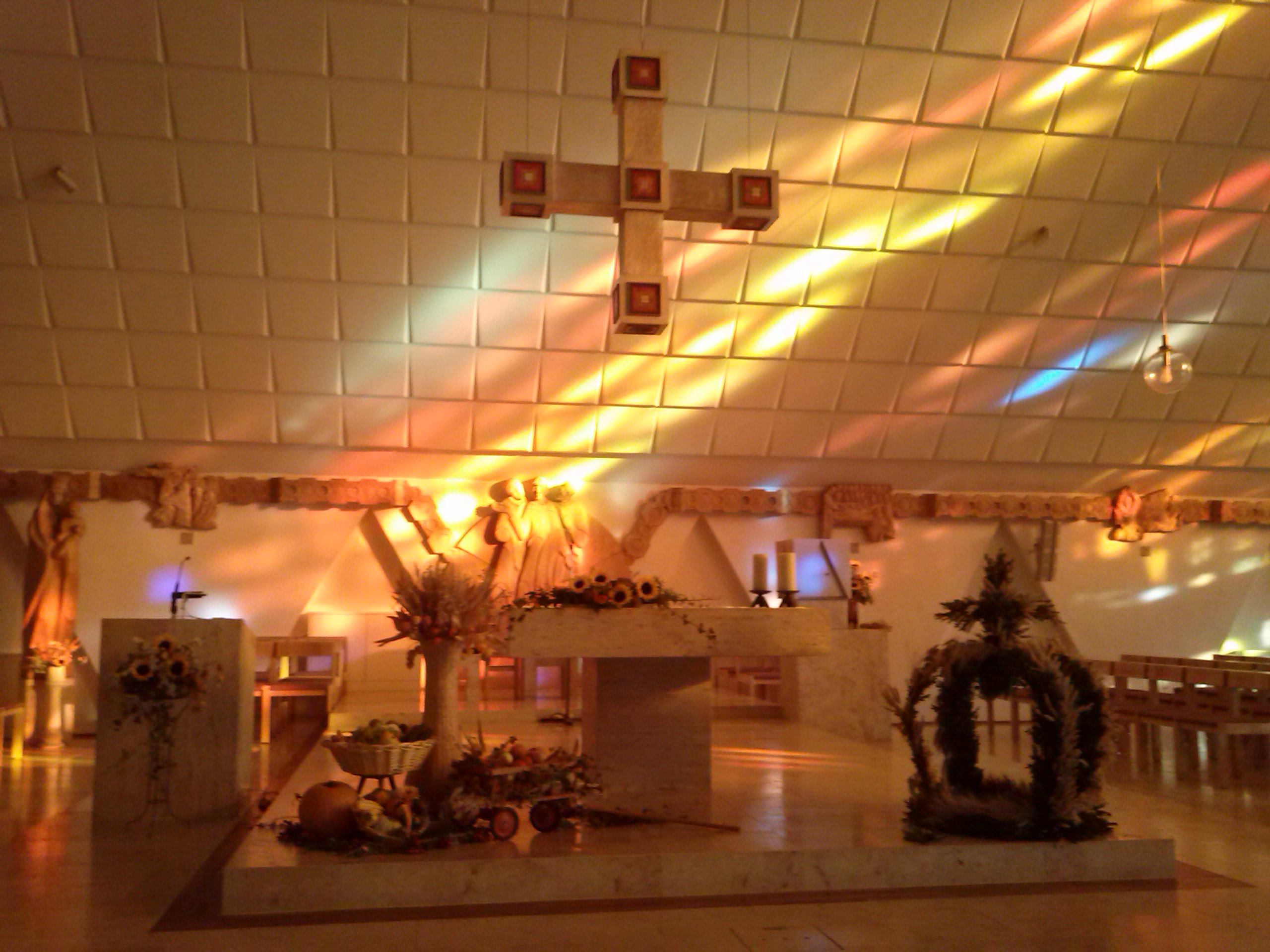
Innenansicht gegen den Altar

Die römisch-katholische Pfarrkirche Bad Tatzmannsdorf steht in der Gemeinde Bad Tatzmannsdorf im Bezirk Oberwart im Burgenland. Sie ist dem heiligen Johannes der Täufer geweiht und gehört zum Dekanat Pinkafeld in der Diözese Eisenstadt. Das Gebäude steht unter Denkmalschutz (Listeneintrag).

## Geschichte
Die alte Kirche wurde 1898 geweiht und nach dem Bau der heutigen Kirche abgerissen. Die heutige Kirche ist ein moderner Bau nach Plänen von Friedrich Mostböck. Der Bau wurde in den Jahren 1966 bis 1968 errichtet. Geweiht wurde die Kirche am 13. Oktober 1968 durch den damaligen Diözesanbischof Stephan László.

## Ausstattung
Die Marienstatue ist ein Werk des akademischen Bildhauers Josef Paulesich, Draßburg. Altarbild und Kreuzwegstationen stammen vom burgenländischen Künstler Thomas Resetarits, Wörterberg. Im Oktober 1994 wurde die neue Orgel („Prof.-Josef-Mertin-Orgel“) mit 17 Registern geweiht, geplant von Josef Mertin und erbaut vom Orgelbaumeister Wolfgang Bodem, Leopoldsdorf.

## Glocke
Die 3 Glocken wurden am 17. September 1972 eingeweiht und sind von der Firma Perner gegossen worden.